# Asplenium buettneri
Asplenium buettneri là một loài dương xỉ trong họ Aspleniaceae. Loài này được Hieron. ex Brause mô tả khoa học đầu tiên năm 1910.